# Geldo
Geldo é um município da Espanha na província de Castelló, Comunidade Valenciana. Tem 0,56 km² de área e em 2021 tinha 628 habitantes (densidade: 1 121,4 hab./km²).

## Demografia
| Variação demográfica do município entre 1991 e 2004 | Variação demográfica do município entre 1991 e 2004 | Variação demográfica do município entre 1991 e 2004 | Variação demográfica do município entre 1991 e 2004 |
| --------------------------------------------------- | --------------------------------------------------- | --------------------------------------------------- | --------------------------------------------------- |
| 1991                                                | 1996                                                | 2001                                                | 2004                                                |
| 717                                                 | 700                                                 | 703                                                 | 733                                                 |